# Марафон (дим)
Марафо́н (греч. Δήμος Μαραθώνος) — община (дим) в Греции. Расположена на берегу заливов Нотиос-Эввоикос и Петалия. Входит в периферийную единицу Восточную Аттику. Население — 33 423 жителя по переписи 2011 года. Площадь — 222,747 квадратного километра. Административный центр — Марафон. Димархом на местных выборах 2014 года выбран Илиас Псинакис (Ηλίας Ψινάκης).
В 2011 году по программе «Калликратис» к общине Марафон присоединена упразднённая община Неа-Макри, а также сообщества Граматико и Варнавас. Граничит на северо-западе с общиной Оропос, на юге — с Рафина-Пикерми, на юго-западе — с общинами Дионисос и Пендели.

## История
Община Марафон создана в 1835 году и стала одной из семи общин в епархии Аттике. Община оставалась неизменной до административной реформы 1912 года, когда крупные общины (димы) были заменены более мелкими сообществами. В 1926 году отделилось сообщество Неа-Макри, в 1929 году — сообщество Стамата. В 1989 году сообщество Марафон получило статус общины (дима).

## Административное деление

Административное деление общины:
1 — Марафон
2 — по часовой стрелке сверху: Варнавас, Граматикон, Неа-Макри

Община (дим) Марафон делится на 4 общинные единицы.
| Общинная единица | Общинное сообщество | Население (2011), человек | Площадь, км² |
| ---------------- | ------------------- | ------------------------- | ------------ |
| Варнавас         | Варнавас            | 2081                      | 37,349       |
| Граматикон       | Граматикон          | 1823                      | 51,674       |
| Марафон          | Марафон             | 12 849                    | 97,062       |
| Неа-Макри        | Неа-Макри           | 16 670                    | 36,662       |

## Население
| Год  | Население, человек | Население, человек | Население, человек | Население, человек | Население, человек |
| Год  | Варнавас           | Граматикон         | Марафон            | Неа-Макри          | Община Марафон     |
| ---- | ------------------ | ------------------ | ------------------ | ------------------ | ------------------ |
| 1991 | 1402               | 1295               | 11 786             | 10 418             |                    |
| 2001 | 1750               | 1443               | 7911               | 12 870             |                    |
| 2011 |                    |                    |                    |                    | ↗ 33 423           |